# Centrale hydroélectrique de Pragnères
La centrale hydroélectrique de Pragnères est une centrale hydroélectrique dans les Hautes-Pyrénées, département français de la région Occitanie.
Elle est située au lieu-dit Pragnères à proximité immédiate du village de Gèdre, commune de Gavarnie-Gèdre le long de la D 921, au bord du gave de Pau.
Depuis 2017, le bâtiment est protégé au titre du Patrimoine du XXe siècle du département des Hautes-Pyrénées, en France.

## Historique
En 1947, après la guerre, un important chantier de production d’hydroélectricité consécutif au plan Monnet va voir le jour avec la construction d'infrastructures de grandes capacités avec d'importants ouvrages hydroélectriques afin de répondre à la croissance de la consommation d'électricité sur le territoire.
Le chantier dure six ans, dont trois années consacrées à préparer les accès aux différents sites de chantier et à l'installation des cantonnements.
Sont ainsi construits 18 téléphériques, 5 funiculaires et 33 km de routes ; 3000 ouvriers ont participé au chantier. La centrale est équipée de trois groupes (turbine Pelton), deux de 85 000 kW pour la conduite forcée rive droite (réservoir Cap-de-Long) et un autre de 35 000 kW, autonome, pour la conduite forcée rive gauche.

## Captage des eaux et stockage
Cette centrale prélève l’eau des barrages qui fait partie d'un aménagement complexe réparti à travers plusieurs vallées et comprenant 40 kilomètres de galeries, cinq barrages et 30 prises d'eau, une centrale de production et deux stations de pompage. Elle constitue un chantier d'envergure, notamment du fait de l'altitude (2200 m).
Les barrages des lacs de Cap de Long,  d'Aubert,  d'Aumar et dets Coubous alimentent en rive droite les deux stations de pompage, celle de la Glère et la principale à 1700 m au-dessus de la centrale.
En rive gauche pour compléter le système et accéder au barrage d'Ossoue, une galerie percée dans le massif du Vignemale sur 10 km reliera le barrage à la conduite forcée. Celle-ci, avec sa longueur de 2036 m, et son dénivelé 1250 m obtiendra le record mondial jusqu’en 1952.

## Production électrique
Cette centrale affiche une puissance de 205 MW et une production équivalent de la consommation d’une ville de 135 000 habitants.
Elle est constituée de 3 groupes turboalternateur (2 groupes de 85 MW chacun et 1 groupe de 35 MW).

## Galerie

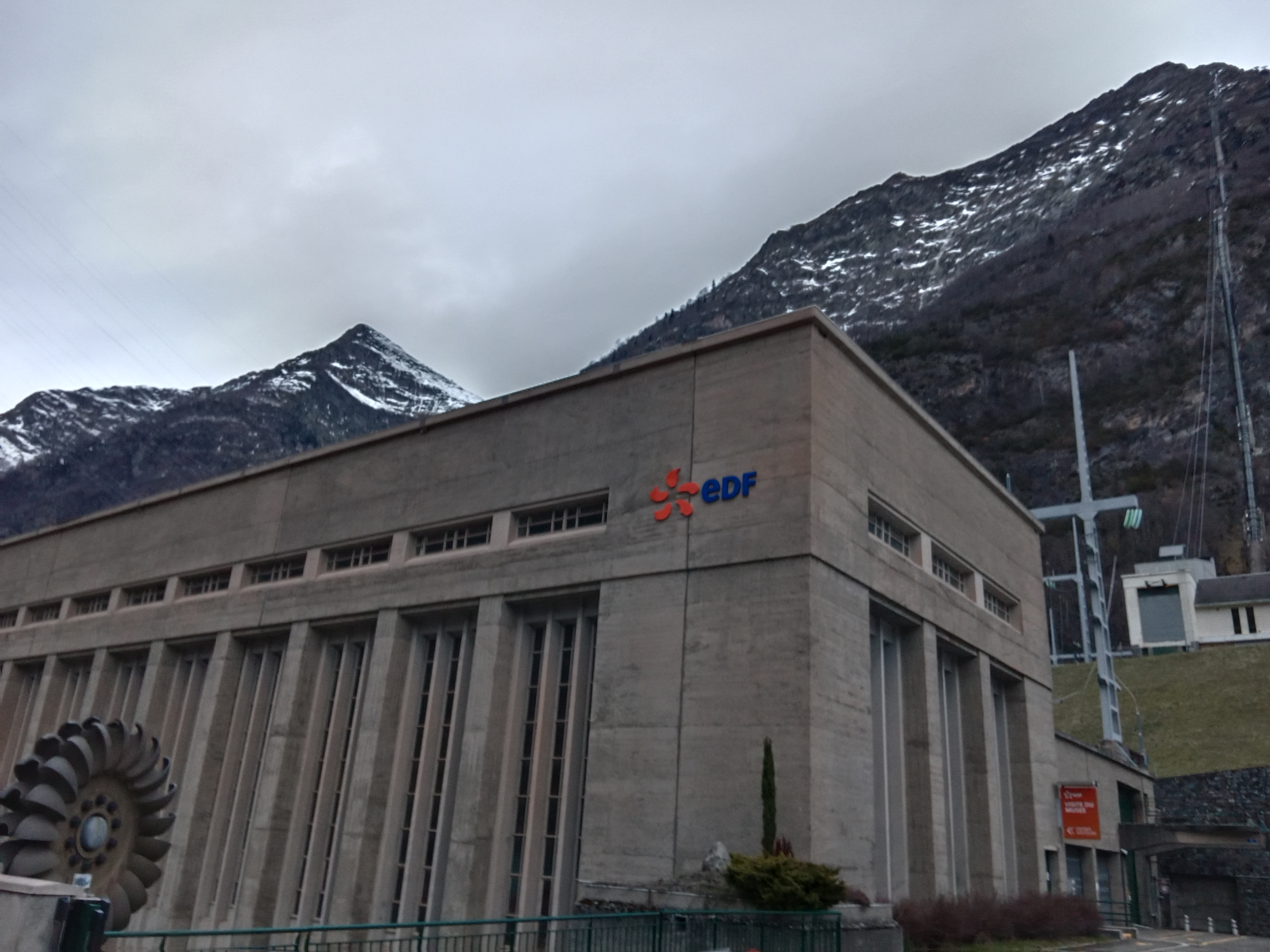
La centrale, une turbine Pelton et la conduite forcée

Sélection de vues de la centrale.
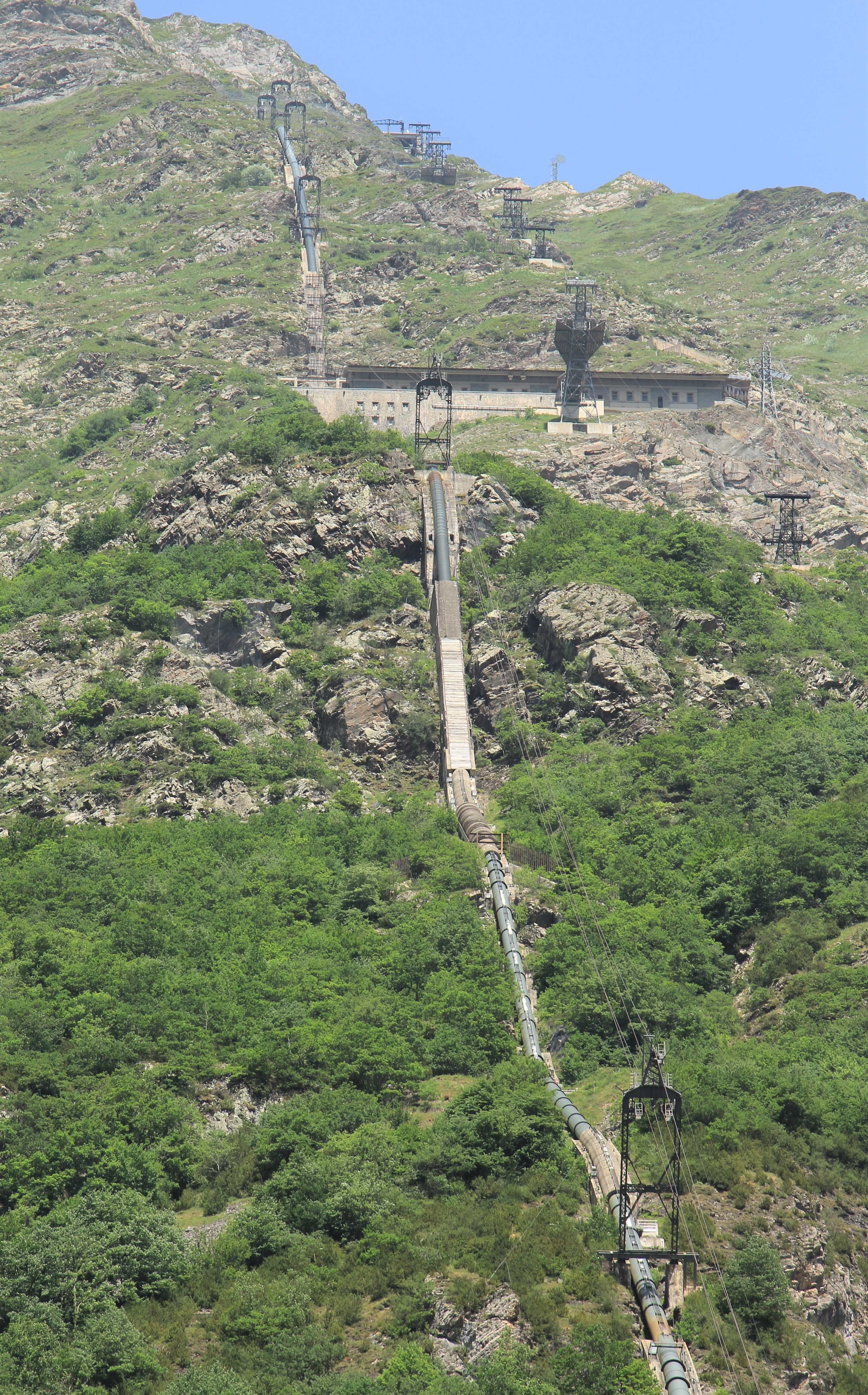
La station de pompage.
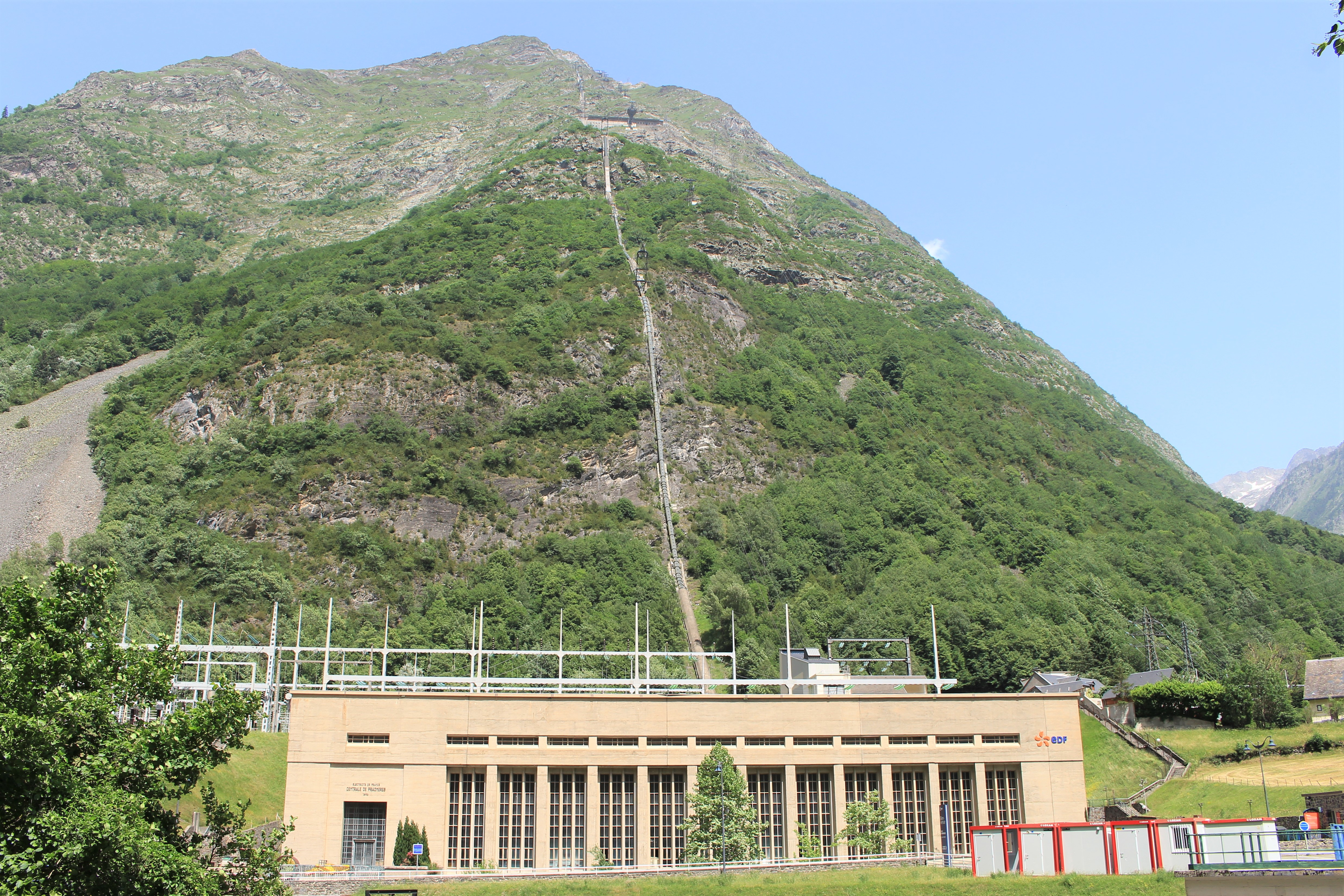
La centrale.
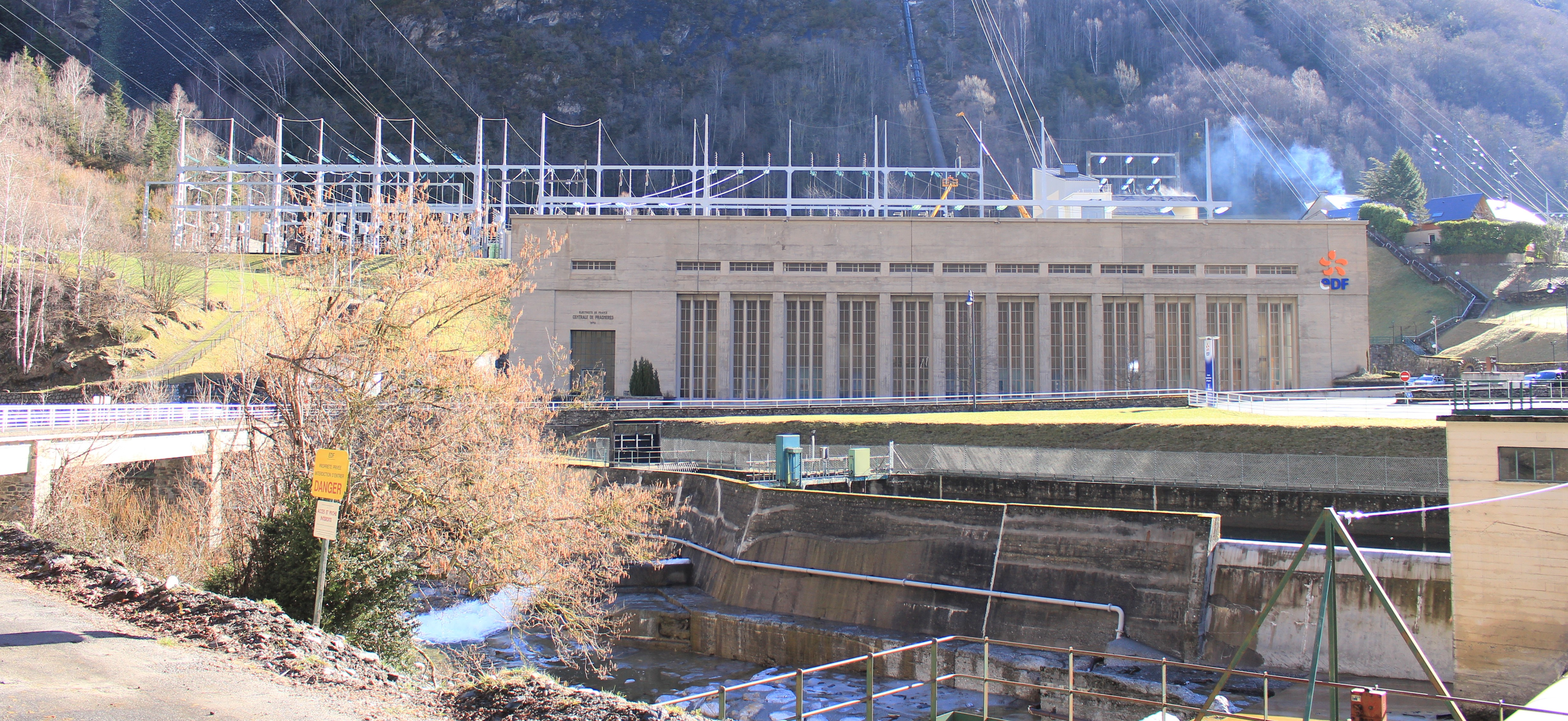
Vue d’ensemble.